# Der
Der (auch Dêr, Dêru oder Diri) war eine historische Stadt im östlichen Mesopotamien, die zeitweilig Sitz eines selbstständigen Königtums war. Sie konnte noch nicht lokalisiert werden, lag aber sicher in der nordwestlichen Grenzregion Elams. Sie wird in vielen Quellen von etwa 2300 v. Chr. bis zur Seleukidenzeit (4. bis 1. Jahrhundert v. Chr.) erwähnt.
Sargon von Akkad (2340–2284 v. Chr.) besetzte die Stadt auf Grund von Omina, sein Sohn Rimuš (2284–2275 v. Chr.) nahm den Priesterkönig von Der gefangen und zerstörte die Stadt. Nachdem sie ca. 2005 v. Chr. von der Dritten Dynastie von Ur unabhängig geworden war, regierte wieder ein autonomer König.
Der wird später sehr häufig als Grenzstadt Elams erwähnt. So benutzte Nebukadnezar I. von Babylon (1125–1104 v. Chr.) die Festung Der als Sprungbrett für seinen Feldzug gegen Elam. Die Seltenheit der Erwähnungen von Eroberungen Ders durch assyrische Herrscher zeigt, wie stark diese Stadt zwischen Assyrern und Elamitern umkämpft war. Auch die berühmte Schlacht von 720 v. Chr. zwischen Humbanigash I. von Elam und Marduk-Apla-Iddina II. von Babylon auf der einen sowie Sargon II. von Assyrien auf der anderen Seite fand hier statt.
Der war An geweiht und fand weithin als kultisches Zentrum Beachtung.